# 宮地元輝
宮地 元輝（みやち もとき、1986年11月9日 - ）は、佐賀県神埼市出身の競艇選手。佐賀県立神埼高等学校卒業。同期には松尾昂明、秦英悟、永田秀二、石塚裕介、黄金井力良、川野芽唯、桐生順平、和田兼輔、深川麻奈美、青木玄太、平高奈菜、鎌倉涼らがいる。

## 来歴
- 2007年6月、若松競艇場でのマンスリーKYOTEI杯競走でデビュー（6号艇5着）。
- 2009年2月12日、芦屋競艇場での「ボートピア勝山オープン15周年記念レース」で水神祭をあげる。（5号艇6コース、決まり手はまくり差し）
- 2011年1月4日、唐津競艇場での「第51回佐賀県選手権」で初優出。（3号艇3コースから6着）
- 2012年9月25日、徳山競艇場での『第27回G1新鋭王座決定戦』でG1初出場。
- 2013年1月15日、びわこ競艇場での新近江戦国絵巻シリーズ第八戦で初優勝。（2号艇5コース、決まり手はまくり）
- 2013年1月23日、若松競艇場での「G1第59回九州地区選手権競走」でG1初勝利。（1号艇1コース、決まり手は逃げ）
- 2015年9月27日、尼崎競艇場での「第2回ヤングダービー」でG1初優出。（6号艇6コースから4着）
- 2020年10月20日、大村競艇場での「第67回ボートレースダービー」でSG初出場。
- 2021年3月25日、福岡競艇場での「第56回ボートレースクラシック」でSG初勝利。（1号艇1コース、決まり手は逃げ）
- 2022年9月12日、福岡競艇場で行われた「福岡チャンピオンカップ開設69周年記念競走」でG1初優勝（2号艇2コース、決まり手は差し）[2]。
- 2022年12月18日、大村競艇場で行われたSG「第37回グランプリシリーズ」で初優出、初優勝を飾る（3号艇3コース、決まり手はまくり差し）[3][4]。
- 2024年11月15日、尼崎競艇場で行われた｢尼崎ダイヤモンドカップ｣で二度目のG1優勝。(2号艇2コース、決まり手は抜き)

## 獲得タイトル

### SG
- 2022年12月18日、第37回グランプリシリーズ（大村競艇場）

### G1
- 2022年9月12日、福岡チャンピオンカップ開設69周年記念競走（福岡競艇場）
- 2024年11月15日、尼崎ダイヤモンドカップ（尼崎競艇場）※1000勝同時達成
- 2025年1月16日、開設70周年記念 海響王決定戦 (下関競艇場)

## 人物・エピソード
- デビュー当初は上瀧和則のプロペラグループに所属していたが[5]、グループ内のしきたりに耐えられずに離脱[6]。その後、冨成謙児（83期）の弟子となる。
- 家族構成は妻、子ども3人。福岡県在住。
- 弟子は小芦るり華（登録番号4938）・上瀧絢也（登録番号5124）。小芦とは居住地が離れているため、交換作業ノートを郵送し、やりとりしている[7]。